# (11055) Гондурас
(11055) Гондурас (исп. Honduras) — типичный астероид главного пояса, который был открыт 8 апреля 1991 года американским астрономом Эриком Эльстом в обсерватории Ла-Силья и назван в честь Гондураса, государства в Центральной Америке.

Орбита астероида Гондурас и его положение в Солнечной системе